# Rolli, a teherverda
A Rolli, a teherverda (eredeti cím: Olly the Little White Van) angol televíziós 3D-s számítógépes animációs sorozat. Magyarországon a Minimax adta.

## Ismertető
A történet Rolliról, egy bájos és jószívű, pimasz kis furgonról szól. A főhős energiája annyit ér, mint egy labrador kiskutya energiája. A barátaival talál időpontot rá, hogy jót tegyen valakinek, de Rolli számára nélkülözhetetlen a vidámság és a nevetés is.

## Szereplők
- Rolli – A történet főhőse, aki egy bájos pimasz kis furgon.

## Magyar hangok
- Markovics Tamás – ?
- Kassai Károly – ?
- Harmath Imre – ?
- Rátonyi Hajnalka – ?
- Szokol Péter – ?
- Kisfalusi Lehel – ?
- Dányi Krisztián – ?
- Simonyi Réka – ?
- Németh Gábor – ?
- Bodrogi Attila – ?
- Orosz Helga – ?
- Kapácsy Miklós – ?